# ذمجير (ذي ناعم)

تعديل مصدري - تعديل

ذمجير هي إحدى قرى عزلة ذمجير بمديرية ذي ناعم التابعة لمحافظة البيضاء، بلغ تعداد سكانها 2237 نسمة حسب تعداد اليمن لعام 2004.